# Championnat d'Europe junior de hockey sur glace
Le championnat d'Europe junior de hockey sur glace a eu lieu pour la première fois en 1968. La dernière édition à proprement parler a eu lieu trente ans plus tard, en 1998. Le championnat d'Europe est alors remplacé par le championnat du monde pour les moins de 18 ans.

## Historique
La première édition se joue en 1968 et concerne uniquement les joueurs de moins de 19 ans. Une phase de qualification a lieu l'année précédente afin de déterminer l'organisateur. Finalement, cette première édition a lieu à Tampere en Finlande et se joue entre le 26 décembre et le 3 janvier. À l'issue du tournoi auquel ont pris part six nations, ce sont les Tchécoslovaques qui remportent la première édition.
L'année suivante, ce sont dix nations divisées en deux groupes qui jouent le titre, puis quatorze en 1970. En 1977, la Fédération internationale de hockey sur glace décide de réorganiser les compétitions internationales et le championnat d'Europe junior est alors uniquement pour les joueurs de moins de 18 ans. Les joueurs de moins de 20 ans jouent alors le championnat du monde junior.
En 1999, le championnat d'Europe junior est remplacé par le championnat du monde des moins de 18 ans mais les divisions I et II sont uniquement composée d'équipes européennes.

## Palmarès
Cette section présente les résultats lors des différentes éditions. Seuls ceux pour la plus haute division sont donnés.
| Année           | Médaille d'or, Europe | Médaille d'argent, Europe | Médaille de bronze, Europe | Site(s)                                                                      |
| --------------- | --------------------- | ------------------------- | -------------------------- | ---------------------------------------------------------------------------- |
| Moins de 19 ans |                       |                           |                            |                                                                              |
| 1968            | Tchécoslovaquie       | Union soviétique          | Suède                      | Tampere (Finlande)                                                           |
| 1969            | Union soviétique      | Suède                     | Tchécoslovaquie            | Garmisch-Partenkirchen (Allemagne de l'Ouest)                                |
| 1970            | Union soviétique      | Tchécoslovaquie           | Suède                      | Genève (Suisse)                                                              |
| 1971            | Union soviétique      | Suède                     | Tchécoslovaquie            | Prešov (Tchécoslovaquie)                                                     |
| 1972            | Suède                 | Union soviétique          | Tchécoslovaquie            | Boden, Luleå et Skellefteå (Suède)                                           |
| 1973            | Union soviétique      | Suède                     | Tchécoslovaquie            | Leningrad (URSS)                                                             |
| 1974            | Suède                 | Union soviétique          | Finlande                   | Herisau (Suisse)                                                             |
| 1975            | Union soviétique      | Tchécoslovaquie           | Suède                      | Grenoble (France)                                                            |
| 1976            | Union soviétique      | Suède                     | Finlande                   | Kopřivnice et Opava (Tchécoslovaquie)                                        |
| Moins de 18 ans |                       |                           |                            |                                                                              |
| 1977            | Suède                 | Tchécoslovaquie           | Union soviétique           | Bremerhaven (Allemagne de l'ouest)                                           |
| 1978            | Finlande              | Union soviétique          | Suède                      | Helsinki et Vantaa (Finlande)                                                |
| 1979            | Tchécoslovaquie       | Finlande                  | Union soviétique           | Tychy et Katowice (Pologne)                                                  |
| 1980            | Union soviétique      | Tchécoslovaquie           | Suède                      | Hradec Králové (Tchécoslovaquie)                                             |
| 1981            | Union soviétique      | Tchécoslovaquie           | Suède                      | Minsk (URSS)                                                                 |
| 1982            | Suède                 | Tchécoslovaquie           | Union soviétique           | Ängelholm et Tyringe (Suède)                                                 |
| 1983            | Union soviétique      | Finlande                  | Tchécoslovaquie            | Oslo (Norvège)                                                               |
| 1984            | Union soviétique      | Tchécoslovaquie           | Suède                      | Rosenheim, Garmisch-Partenkirchen, Füssen et Bad Tölz (Allemagne de l'ouest) |
| 1985            | Suède                 | Union soviétique          | Tchécoslovaquie            | Anglet (France)                                                              |
| 1986            | Finlande              | Suède                     | Tchécoslovaquie            | Düsseldorf et Ratingen (République fédérale d'Allemagne)                     |
| 1987            | Suède                 | Tchécoslovaquie           | Union soviétique           | Tampere (Finlande)                                                           |
| 1988            | Tchécoslovaquie       | Finlande                  | Union soviétique           | Tchécoslovaquie                                                              |
| 1989            | Union soviétique      | Tchécoslovaquie           | Finlande                   | Kiev (URSS)                                                                  |
| 1990            | Suède                 | Union soviétique          | Tchécoslovaquie            | Örnsköldsvik et Sollefteå (Suède)                                            |
| 1991            | Tchécoslovaquie       | Union soviétique          | Finlande                   | Spišská Nová Ves et Prešov (Tchécoslovaquie)                                 |
| 1992            | Tchécoslovaquie       | Suède                     | Russie                     | Lillehammer et Hamar (Norvège)                                               |
| 1993            | Suède                 | Russie                    | Tchéquie                   | Nowy Targ et Oświęcim (Pologne)                                              |
| 1994            | Suède                 | Russie                    | Tchéquie                   | Jyväskylä (Finlande)                                                         |
| 1995            | Finlande              | Allemagne                 | Suède                      | Berlin (Allemagne)                                                           |
| 1996            | Russie                | Finlande                  | Suède                      | Oufa (Russie)                                                                |
| 1997            | Finlande              | Suède                     | Suisse                     | Znojmo et Třebíč (République tchèque)                                        |
| 1998            | Suède                 | Finlande                  | Russie                     | Malung et Mora (Suède)                                                       |